# Fonction zêta locale
 (octobre 2013).
Si vous disposez d'ouvrages ou d'articles de référence ou si vous connaissez des sites web de qualité traitant du thème abordé ici, merci de compléter l'article en donnant les références utiles à sa vérifiabilité et en les liant à la section « Notes et références ».
En mathématiques et dans la théorie des nombres, une fonction zêta locale est une fonction génératrice {\displaystyle Z(t)} pour le nombre de solutions d'un ensemble d'équations définies sur un corps fini F, dans les extensions de corps {\displaystyle F_{k}} de F.
L'analogie avec la fonction zêta de Riemann ζ vient de la considération de la dérivée logarithmique {\displaystyle \zeta '/\zeta }.
Étant donné F, il existe, à un isomorphisme près, un seul corps {\displaystyle F_{k}} tel que {\displaystyle [F_{k}:F]=k}, pour k = 1,2, … Étant donné un ensemble d'équations polynomiales — ou une variété algébrique V — définie sur F, nous pouvons compter le nombre {\displaystyle N_{k}} des solutions dans {\displaystyle F_{k}} et créer la fonction génératrice
{\displaystyle G(t)=N_{1}t+N_{2}{\frac {t^{2}}{2}}+\dotsb }.
La définition correcte pour Z(t) est de rendre log Z égal à G donc de poser {\displaystyle Z=\exp(G)}.
Nous aurons Z(0) = 1 puisque G(0) = 0, et Z(t) est a priori une série formelle.

## Exemples
Supposons que tous les {\displaystyle N_{k}\,} soient égaux à 1 ; ceci se produit par exemple, si nous démarrons avec une équation comme X = 0, c’est-à-dire que géométriquement, nous prenons pour V un point. Alors
{\displaystyle G(t)=-\log(1-t)~}
est le développement d'un logarithme (pour |t| < 1). Dans ce cas, nous avons
{\displaystyle Z(t)={\frac {1}{1-t}}}.
Pour prendre quelque chose de plus intéressant, soit V la droite projective sur F. Si F possède q éléments, alors elle a q + 1 points, incluant comme nous devons, le point à l'infini. Par conséquent, nous aurons
{\displaystyle N_{k}=q_{k}+1\,}
et
{\displaystyle G(t)=-\log(1-t)-\log(1-qt)\,},
pour |t| suffisamment petit.
Dans ce cas, nous avons
{\displaystyle Z(t)={\frac {1}{(1-t)(1-qt)}}\,}.
Le rapport entre les définitions de G et Z peut être expliqué de nombreuses manières. En pratique, cela rend Z une fonction rationnelle de t, quelque chose qui est intéressant même dans le cas où V est une courbe elliptique sur un corps fini. 
Ce sont les fonctions Z qui sont conçues pour multiplier, pour obtenir les fonctions zêta globales. Celles-ci impliquent différents corps finis (par exemple la famille entière de corps Z/p.Z lorsque p parcourt l'ensemble des nombres premiers. Dans ce rapport, la variable t subit la substitution par {\displaystyle p^{-s}}, où {\displaystyle s} est la variable complexe traditionnellement utilisée dans les séries de Dirichlet.
Ceci explique aussi pourquoi on utilise la dérivée logarithmique par rapport à {\displaystyle s}.
Avec cet arrangement, les produits de Z dans les deux cas sortent comme {\displaystyle \zeta (s)} et {\displaystyle \zeta (s)\zeta (s-1)}.

## Hypothèse de Riemann pour les courbes sur les corps finis
Pour les courbes projectives C sur F qui sont non singulières, on peut montrer que 
{\displaystyle Z(t)={\frac {P(t)}{(1-t)(1-qt)}}\,},
avec P(t) un polynôme, de degré 2g où g est le genre de C. L'hypothèse de Riemann pour les courbes sur les corps finis établit que les racines de P ont pour module q–1/2, où q = |F|. 
Par exemple, pour le cas des courbes elliptiques, il y a deux racines, et il est facile de montrer que leur produit est q−1. Le théorème de Hasse établit qu'elles ont le même module et ceci a des conséquences immédiates pour le nombre de points.
Weil a démontré ceci pour le cas général, aux environs de 1940 (CRAS, avril 1940) : il passa beaucoup de temps, dans les années qui suivirent, à préparer la géométrie algébrique impliquée. Ceci l'a conduit aux conjectures de Weil générales, finalement démontrées une génération plus tard.